# Петшик, Ежи
Ежи Петшик (пол. Jerzy Pietrzyk; род. 17 апреля 1955, Варшава) — польский легкоатлет, специалист по бегу на короткие дистанции. Выступал за сборную Польши по лёгкой атлетике в 1970-х годах, обладатель серебряной медали летних Олимпийских игр в Монреале, двукратный чемпион Всемирной Универсиады, чемпион Европы среди юниоров, многократный чемпион Польши в спринтерских дисциплинах.

## Биография
Ежи Петшик родился 17 апреля 1955 года в Варшаве, Польша. Занимался лёгкой атлетикой в столичном клубе Gwardia Warszawa.
Первого серьёзного успеха на международном уровне добился в сезоне 1973 года, когда вошёл в состав польской сборной и выступил на юниорском европейском первенстве в Дуйсбурге, где одержал победу в беге на 400 метров с барьерами и стал серебряным призёром в эстафете 4 × 400 метров.
В 1975 году в беге на 400 метров финишировал третьим на Кубке Европы в Ницце. Будучи студентом, представлял Польшу на Всемирной Универсиаде в Риме — завоевал золотые награды в дисциплине 400 метров и в эстафете 4 × 400 метров.
Благодаря череде успешных выступлений в 1976 году удостоился права защищать честь страны на летних Олимпийских играх в Монреале — в индивидуальном беге на 400 метров дошёл до стадии полуфиналов и установил личный рекорд 45,65, тогда как в программе эстафеты 4 × 400 метров вместе с соотечественниками Яном Вернером, Збигневом Яремским и Ришардом Подлясом выиграл серебряную медаль, уступив в финале только команде США.
В 1977 году на Кубке Европы в Хельсинки стал третьим в эстафете 4 × 400 метров. На Всемирной Универсиаде в Софии в той же дисциплине получил серебро, вновь пропустив вперёд американцев.
В 1978 году на дистанции 400 метров отметился победами в матчевой встрече со сборными Италии и Испании в Венеции, на международном турнире ISTAF в Берлине, дошёл до финала на чемпионате Европы в Праге.
В 1979 году на Кубке Европы в Турине занял четвёртое место в эстафете 4 × 400 метров.
Принимал участие в Олимпийских играх 1980 года в Москве, бежал 400 метров и эстафету 4 × 400 метров, в обоих случаях не смог преодолеть предварительные квалификационные этапы.
Окончил Варшавский политехнический университет. Впоследствии занимался предпринимательской деятельностью.